# Naina Andriantsitohaina
Naina Andriantsitohaina (geboren 1963 in Toamasina) ist ein madagassischer Unternehmer, war kurzweilig 2019 Außenminister von Madagaskar und ist seit dem 16. Januar 2020 Bürgermeister von Antananarivo.
Andriantsitohaina stammt aus einer einflussreichen Familie in Madagaskar. Von seinem verstorbenen Vater Charles Andriantsitohaina (1922–2018) übernahm er Industrie- und Kommunikationsunternehmen, die er bereits ab 2009 für ihn führte, darunter NIAG (Druck), Prochimad (Chemie), BMOI (Banken) und Ultima Media (Presse). Sein Vater gehörte zu den Pionieren der madagassischen Industrie.
2019 war er von Januar bis September Außenminister von Madagaskar.